# NGC 341
NGC 341 este o galaxie spirală situată în constelația Balena. A fost descoperită în 21 octombrie 1881 de către Édouard Stephan.